# Parlament (Äquatorialguinea)
Das Parlament von Äquatorialguinea ist ein Zweikammersystem und besteht aus:
- dem Senat (Oberhaus)[1]
- der Abgeordnetenkammer (Unterhaus)[2]